# Справа (фільм, 1991)
«Справа» (рос. «Дело») — російський художній фільм 1991 року режисера Леоніда Пчолкіна, екранізація однойменного твору Олександра Сухово-Кобиліна.

## Сюжет
Відтворюються деталі пережитого автором судового процесу.

## У ролях
- Олег Басілашвілі
- Інокентій Смоктуновський
- Михайло Ульянов
- Юрій Яковлєв
- Володимир Стєклов
- Валентина Литвинова
- Марія Смоктуновський
- Олександр Пашутін

## Творча група
- Сценарист та режисер-постановник: Леонід Пчолкін
- Оператор-постановник: Володимир Брусин
- Композитор: Андрій Петров